# SZ Crateris
SZ Crateris é uma estrela binária da constelação de Crater. Ambas as estrelas pertencem à sequência principal: a estrela primária tem classe espectral K5V enquanto a secundária é uma anã vermelha de classe espectral M0V. O raio da estrela primária é de cerca de 66% o raio do Sol, enquanto o segundo membro tem apenas 42% do raio solar. As duas estrelas estão separadas por 5,1 segundos de arco, o que equivale a 112,41 UA.
SZ Crateris é classificada com uma variável BY Draconis, e tem um ciclo de variabilidade óptica de 11,58 dias Em comparação com o Sol, SZ Crateris tem uma quantidade um pouco maior de elementos além do hidrogênio e do hélio. A estimada de SZ Crateris é de menos de 200 milhões de anos.
SZ Crateris é um membro do grupo Ursa Major de estrelas, um grupo de estrelas que compartilham um movimento comum através do espaço. Os componentes da velocidade espacial da estrela são U = +13,86 ± 0,37, V = –3,51 ± 1,97 and W = +1
,65 ± 1,53 km/s. Isso corresponde à velocidade na direção do centro da galáxia, à velocidade em relação à direção da rotação da galáxia, e à velocidade em direção ao pólo norte da galáxia, respectivamente. Sua órbita na Via Láctea tem uma excentricidade orbital de 0,092. Sua inclinação leva a estrela a até 352 anos-luz de distância do plano galáctico.